# Fuscidea asyndeta
Fuscidea asyndeta är en lavart som först beskrevs av William Nylander och som fick sitt nu gällande namn av Volkmar Wirth och Antonín Vězda. 
Fuscidea asyndeta ingår i släktet Fuscidea och familjen Fuscideaceae. Arten är reproducerande i Sverige.